# St. Johann Baptist (Binabiburg)

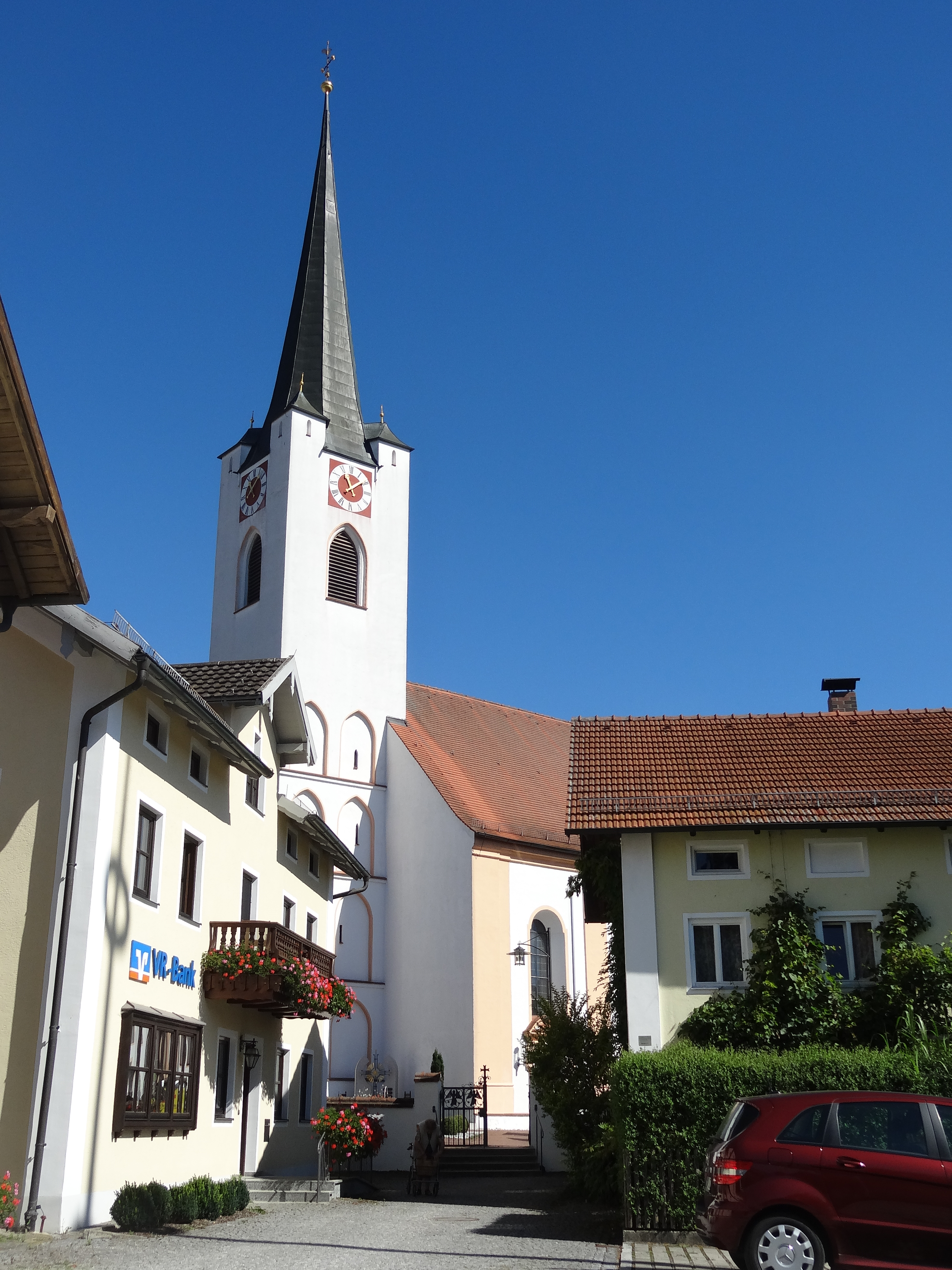
Spätgotischer Turm der Pfarrkirche St. Johann Baptist in Binabiburg

Die römisch-katholische Pfarrkirche St. Johann Baptist in Binabiburg, einem Ortsteil der Gemeinde Bodenkirchen im niederbayerischen Landkreis Landshut, ist ein im Kern gotischer Bau mit barocker Erweiterung. Kirchenpatron ist der heilige Johannes der Täufer (Gedenktag: 24. Juni).

## Geschichte
Die erste Erwähnung der Pfarrei Binabiburg („Punaerbiburch“) datiert auf das Jahr 1261. Bereits im Jahr 1270 wurden von der „Urpfarrei“ Binabiburg Aich, Treidlkofen und Frauenhaselbach abgetrennt, wobei die beiden erstgenannten Dörfer in einer Diözesanbeschreibung von 1326 als eigene Pfarreien aufgeführt sind. Die Kirchengeschichte der Ortschaft Binabiburg dürfte aber noch weiter zurückreichen. Darauf verweist einerseits das Patrozinium Johannes’ des Täufers, das auf ein frühmittelalterliches Baptisterium verweist. Andererseits war Binabiburg Standort einer ebenfalls frühmittelalterlichen Burg, da sich dort eine wichtige Straßenkreuzung befand. Zunächst stand die Gegend unter dem Einfluss des Bistums Salzburg und später des neu gegründeten Bistums Bamberg, bevor im 12. Jahrhundert das Bistum Regensburg die Oberhand gewann.
Die älteste Bestandteile des heutigen Kirchenbaus, die Grundmauern des Chorraums, sind gotisch und datieren auf das 13. oder 14. Jahrhundert. Dies konnte bei einer Außenrenovierung der Kirche im Jahr 1964 festgestellt werden. Im 15. Jahrhundert wurde der Chor um seinen dreiseitigen Schluss erweitert und spätgotisch eingewölbt; außerdem wurde der Turm errichtet. Das Langhaus besaß zur damaligen Zeit die gleiche Breite wie der Chor. Das geht aus einer Bildtafel von 1632 hervor, die in der Kirche St. Salvator auf dem Berg zu sehen ist. In den Jahren von 1696 bis 1698 wurde das Langhaus jedoch unter Pfarrer Lorenz Zenelli deutlich verbreitert. Baumeister war möglicherweise Dominikus Christoph Zuccalli. Daran erinnert die Inschrift 16 LZ 98 am Südportal. Bereits 1691 wurde der Turm durch einen Blitzeinschlag stark beschädigt und musste in der Folge wiederaufgebaut werden.
Bis weit ins 18. Jahrhundert hinein umfasste die Pfarrei Binabiburg zwölf Kirchen und Kapellen. Erst 1749 wurde in Egglkofen eine Expositur mit einem eigenen Geistlichen errichtet und 1786 entstand die Expositur Wiesbach. Im Jahr 1823 wurde Egglkofen zur Pfarrei erhoben. Durch die Umgliederung der Seelsorgeeinheit im Bistum Regensburg kam die Expositur Wiesbach im Jahr 2001 zur Pfarrei Egglkofen; damit erreichte die Pfarrei Binabiburg ihre heutige Größe.
Bei einem großen Dorfbrand am 7. Mai 1901 wurden neun Anwesen mit Nebengebäuden in Schutt und Asche gelegt. Auch der Kirchturm samt den fünf Glocken aus dem Jahr 1863 brannte nieder. Noch im selben Jahr wurde der Turm wieder aufgebaut. Dabei wurde er um 4,60 Meter erhöht und erhielt am 3. Oktober 1901 einen neuen, 20 Meter hohen Spitzhelm. Mitte November desselben Jahres wurden fünf neue Glocken der Glockengießerei Johann Hahn aus Landshut aufgezogen. Im Folgejahr 1902 wurde auch der Innenraum renoviert, der nach dem verheerenden Brand stark verrußt war. Dabei erhielt die Pfarrkirche einen neugotischen Hochaltar, der bei einer Innenrenovierung 1966 gegen den vormaligen Kreuzaltar ausgetauscht wurde. Dieser war in einer Wandnische an der Südseite des Langhauses untergebracht, die inzwischen abgetragen wurde.
Die letzte Außenrenovierung der Pfarrkirche erfolgte 1987/1988. In den Jahren 1996/1997 wurde der Dachstuhl saniert. Von April 1998 bis Oktober 2000 dauerte die letzte Innenrenovierung. Dabei wurden unter anderem die Orgelempore erweitert, die Treppenaufgänge zu dieser aus dem Turm ins Langhaus verlegt, die barocken Ornamente an den Wänden wieder freigelegt und die Kanzel restauriert. Die größte Veränderung im Kirchenraum dürfte aber die Aufstellung von Volksaltar und Ambo gewesen sein, die vom Eggenfeldener Künstler und Bildhauer Joseph Michael Neustifter geschaffen wurden.

## Architektur
Die traditionell nach Osten ausgerichtete Saalkirche besteht aus einem Langhaus zu drei Jochen und einem dreiseitig geschlossenen Chor, der vier deutlich kürzere Joche umfasst. Dabei ist das Langhaus deutlich breiter als der Chorraum, der durch einen Chorbogen merklich eingezogen ist. Der Außenbau wird durch Lisenen gegliedert; das ursprüngliche Strebewerk am Chor ist nicht erhalten. Auf der Westseite ist der im Kern spätgotische, fünfgeschossige Turm angebaut. Dieser besitzt einen etwa quadratischen Grundriss und wird in den unteren vier Geschossen auf drei Seiten von Spitzbogenblenden belebt. Das fünfte Geschoss, das sich über das Satteldach des Langhauses erhebt, enthält den Glockenstuhl sowie allseitige Schallöffnungen und Turmuhren. Durch die Vermittlung von vier kleinen Ecktürmchen geht der Turm in den deutlich schmäleren Spitzhelm über. An den Chor sind auf der Nord- und Südseite Sakristeianbauten angefügt. Der Zugang zum Kircheninneren führt durch zwei Portale auf der Nord- und Südseite, die jeweils im rückwärtigen Langhausjoch angeordnet sind. Beide Portale sind von einem Sprenggiebel bekrönt.

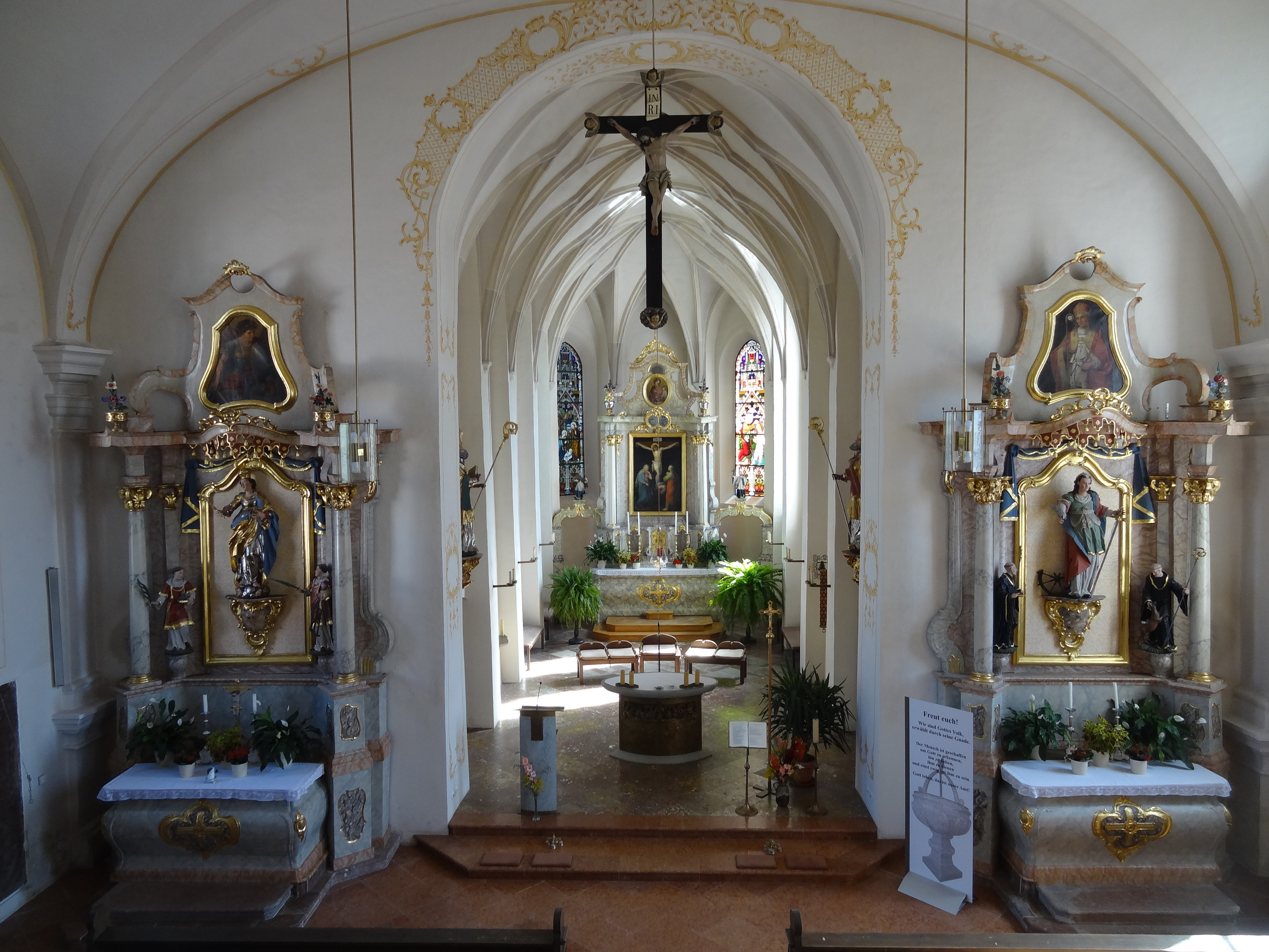
Innenansicht

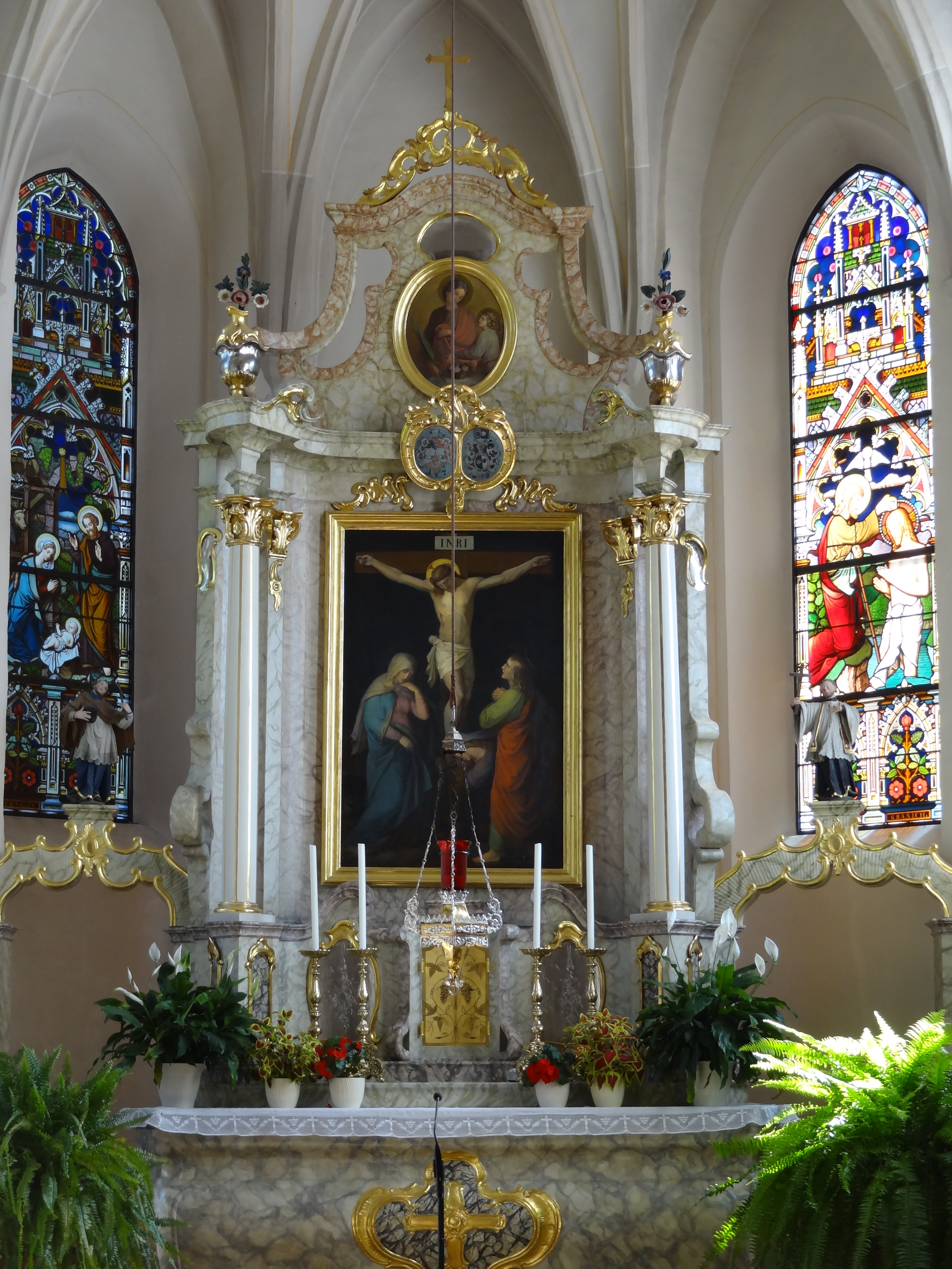
Hochaltar

Der Chorraum wird von einem spätgotischen Kreuzrippengewölbe überspannt, das aus Konsolen an rechteckigen Wandpfeilern entspringt. Das Langhaus enthält dagegen ein barockes Tonnengewölbe mit Stichkappen, die bis zur Mittelachse des Langhauses reichen. Dieses entspringt aus flachen Pilastern mit mehrfach abgesetztem Gebälk, die ihrerseits auf mächtigen Sockeln mit profiliertem Gesims ruhen. Die hohen, schmalen Rundbogenfenster sitzen in Fensteröffnungen, die außen wie innen mit einem minimal eingezogenen Rundbogen nach oben abschließen. Im rückwärtigen Langhausjoch ist eine Doppelempore eingezogen.

## Ausstattung

### Altäre
Die Altäre der Pfarrkirche entstanden um 1735 im Stile des frühen Rokoko als Stiftung der damaligen Hofmarksinhaber derer von Buchbeck („Puchpöckh“). Alle drei Altäre sind gleich aufgebaut. Über der Mensa ist eine zentrale Nische angeordnet, die Figuren oder Gemälde aufnimmt. Diese wird von zwei Rundsäulen flankiert, die auf hohen Sockeln stehen. Auf dem breiten Gesims sind seitliche zwei Stuckvasen angeordnet. Den oberen Abschluss bildet ein geschweift umrandeten Auszug. Die Fassung inklusive der für ihn typischen Marmorierung wird dem Erdinger Fassmaler Franz Xaver Zellner zugeschrieben. Der heutige Hochaltar war als Kreuzaltar bis 1966 in einer Mauernische an der südlichen Langhauswand untergebracht. Dann wurde er anstelle des zierlichen neugotischen Hochaltares von 1902 in den Chor versetzt und mit seitlichen Durchgängen den räumlichen Gegebenheiten angepasst. Vor 1902 enthielt die Kirche einen großen, spätbarocken Hochaltar von 1787, der mit einem Gemälde der Taufe Jesu ausgestattet war. Letzteres wurde 1854 von dem Münchener Historienmaler Friedrich Hohfelder angefertigt.
Der heutige Hochaltar zeigt auf dem Altarblatt eine Kreuzigungsgruppe. Neben dem Gekreuzigten sind links die Gottesmutter Maria und rechts der „Lieblingsjünger“ Johannes dargestellt. Unmittelbar rechts des Kreuzes ist im Hintergrund eine weitere Frauengestalt zu sehen, möglicherweise Maria Magdalena. Über den seitlichen Durchgängen befinden sich kleine Figuren der Heiligen Franz Xaver (rechts) und Johannes Nepomuk (links). Auf Letzteren beziehen sich die Strichzeichnungen in der Hochaltarmarmorierung, die den Prager Brückensturz des Märtyrers darstellen.
Der nördliche (linke) Seitenaltar, auch als Marienaltar bezeichnet, enthält in der zentralen Figurennische eine barocke Statue der Immaculata von 1747. Diese wird flankiert von den Figuren der Märtyrer Stephanus (links) und Laurentius (rechts). Der südliche (rechte) Seitenaltar, auch als Katharinenaltar bezeichnet, zeigt eine Barockfigur der heilige Katharina aus der Zeit um 1730. Die Seitenfiguren stellen den Heiligen Leonhard (links) und Ägidius (rechts) dar. Im Auszugsbild ist der heilige Erasmus dargestellt.
Der moderne Volksaltar und der Ambo stammen von dem Eggenfeldener Bildhauer Joseph Michael Neustifter. Die zur Gemeinde hingewandte Seite des Altares ist nach dem Jesuswort Ich bin der Weinstock, ihr seid die Reben gestaltet. In den Altar sind Reliquien der heiligen Märtyrerin Aurelia und der seligen Anna Schäffer eingearbeitet.

### Kanzel

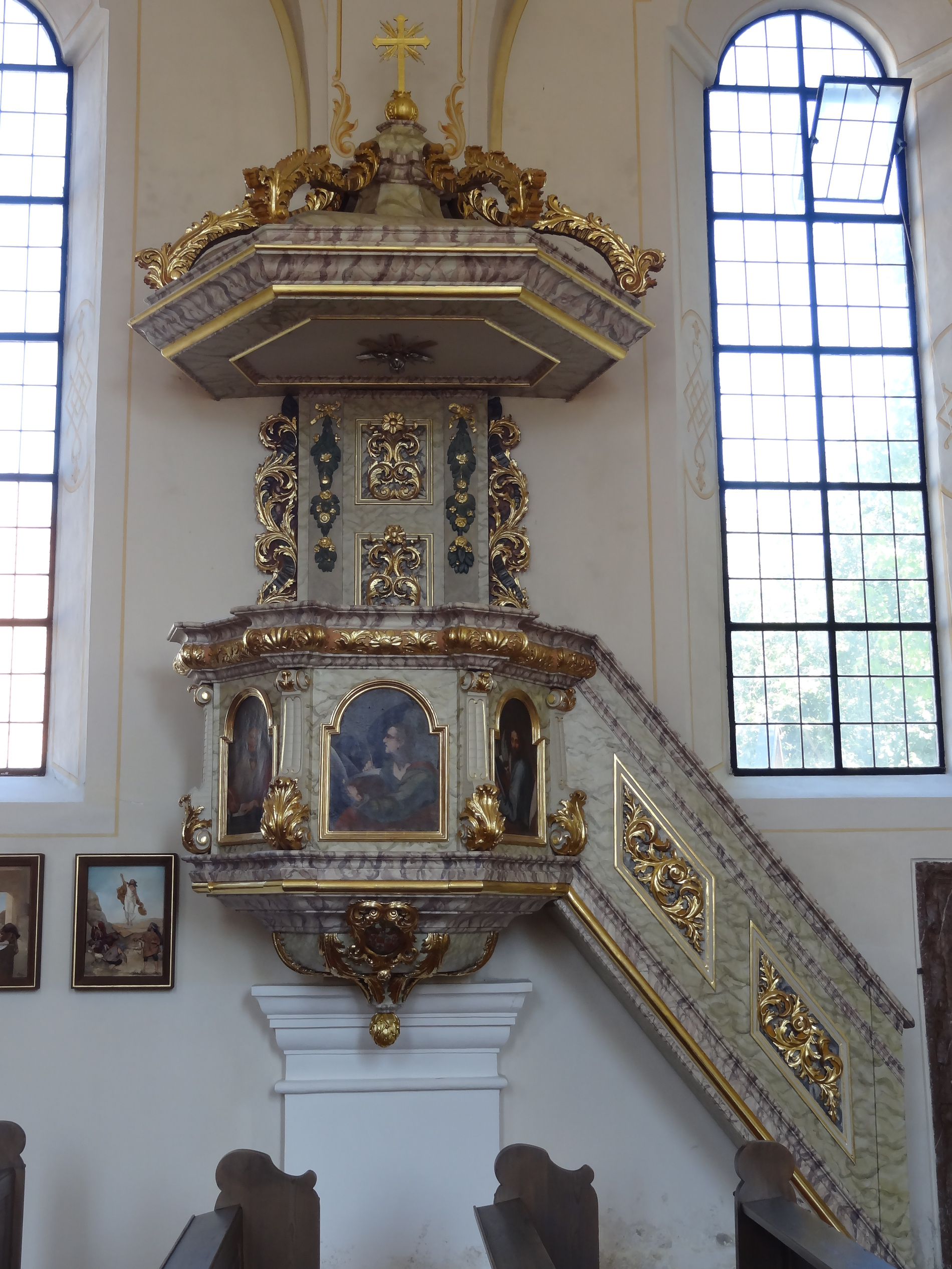
Barocke Kanzel

Die barocke Kanzel wurde im Jahr 1712 von Pfarrer Lorenz Zenelli gestiftet. Stiege, Korpus, Rückwand und Schalldeckel sind mit reichem Akanthusschnitzwerk verziert. An dem polygonalen Kanzelkorb sind Gemälde der vier Evangelisten zu sehen. An der Unterseite befindet sich das Stifterwappen. Auf dem Schalldeckel schwingen sich vier mit Akanthusranken besetzte Voluten zu einem Podest auf, welches ein Kreuz trägt.

### Taufstein
Der barocke Taufstein aus weiß-rotem Marmor wurde 1711 von dem Landshuter Bildhauer Anton Neu geschaffen. Die Taufsteinbedeckung wurde 2000 von dem Künstler Joseph Michael Neustifter aus Eggenfelden gestaltet. Zuoberst ist die Taufe Jesu im Jordan dargestellt.

### Kreuzweg
Die 15 Kreuzwegtafeln aus Terrakotta wurden im Jahr 2002 von Angela Tripi aus Palermo geschaffen. Sie wurden am 16. März 2003 zum Abschluss der Innenrenovierung von Bischof Manfred Müller gesegnet.

### Orgel
Als Ersatz für ein Instrument von Michael Weise aus dem Jahr 1925 wurde in den Jahren 1981/82 von Reinhard Weise aus Plattling die heutige Orgel erbaut. Im Zuge der Erweiterung der oberen Empore in den Jahren 1998 bis 2000 wurde auch die Orgel umgestaltet. Das Instrument mit mechanischer Spiel- und elektrischer Registertraktur umfasst insgesamt 14 Register auf zwei Manualen und Pedal; dies bedeutet einen Ausbau um fünf Register gegenüber der Vorgängerorgel. Die heutige Disposition lautet wie folgt:
| I Hauptwerk C–g3 |              |       |
| 1.               | Rohrflöte    | 8′    |
| 2.               | Prinzipal    | 4′    |
| 3.               | Blockflöte   | 4′    |
| 4.               | Gemshörnlein | 2′    |
| 5.               | Mixtur III   | 1 ⁄3′ |

| II Schwellwerk C–g3 |                 |            |
| 6.                  | Gedeckt         | 8′         |
| 7.                  | Fugara          | 4′         |
| 8.                  | Prinzipal       | 2′         |
| 9.                  | Superoktav      | 1′         |
| 10.                 | Jauchzend pfeif | 1 ⁄3′ + 1′ |
|                     | Tremulant       |            |

| Pedal C–f1 |           |            |
| 11.        | Subbaß    | 16′        |
| 12.        | Violonbaß | 8′         |
| 13.        | Choralbaß | 4′ + 1 ⁄3′ |
| 14.        | Posaune   | 8′         |

- Koppeln: II/I, I/P, II/P
- Spielhilfen: freie Kombination, Tutti, Auslöser, Posaune 8′ ab

Die Disposition der Michael-Weise-Orgel von 1925, die mit pneumatischen Kegelladen, einem Freipfeifenprospekt und einem freistehenden Spieltisch ausgestattet war, lautete:
| I Hauptwerk C–f3 |           |       |
| 1.               | Principal | 8′    |
| 2.               | Gedackt   | 8′    |
| 3.               | Gamba     | 8′    |
| 4.               | Mixtur    | 2 ⁄3′ |

| II Schwellwerk C–f3 |               |    |
| 5.                  | Aeoline       | 8′ |
| 6.                  | Salicional    | 8′ |
| 7.                  | Vox coelestis | 8′ |
| 8.                  | Traversflöte  | 4′ |

| Pedal C–d1 |        |     |
| 9.         | Subbaß | 16′ |

- Koppeln: II/I, I/P, II/P, Super II/I, Sub II/I, Super I, Sub I
- Spielhilfen: Mezzoforte, Fortissimo

### Glocken
Vier der fünf Glocken von 1901 mussten bereits im Ersten Weltkrieg abgegeben wurden, zusätzlich eine der drei Glocken aus dem Turm der Salvatorkirche. Nachdem 1941 auch die letzte Glocke der Pfarrkirche für Kriegszwecke beschlagnahmt wurde, schaffte man die beiden verbliebenen historischen Glocken aus der Kirche St. Salvator auf dem Berg in den Turm der Pfarrkirche. 1951 und 1952 wurden drei neue Glocken von Johann Hahn angeschafft, von denen eine (die Leonhardiglocke) seit 1991 vom Turm der Salvatorkirche läutet. Das heutige Geläut besitzt ein Gesamtgewicht von 1.705 Kilogramm. Hier die Glocken im Einzelnen:
| Nr. | Gussjahr | Gießer                | Bild(er)                                                                       | Inschrift                                                                          | Anmerkungen                                            |
| --- | -------- | --------------------- | ------------------------------------------------------------------------------ | ---------------------------------------------------------------------------------- | ------------------------------------------------------ |
| 1.  | 1952     | Johann Hahn, Landshut | Mutter Gottes mit Jesuskind                                                    | In honoram beatæ Mariæ Virginis („Zu Ehren der seligen Jungfrau Maria“)            | Glocke Nr. 1285 von Johann Hahn                        |
| 2.  | 1951     | Johann Hahn, Landshut | Johannes der Täufer                                                            | In honoram beatæ Johannis Baptistaæ („Zu Ehren der heiligen Johannes des Täufers“) | Glocke Nr. 1226 von Johann Hahn                        |
| 3.  | 1747     | Johann Peter Grass    | Gekreuzigter Christus, Mutter Gottes, Johannes Nepomuk, Tod eines Kreuzritters |                                                                                    | bis zum 30. Juni 1917 in der Salvatorkirche Binabiburg |
| 4.  | 1747     | Johann Peter Grass    | Gekreuzigter Christus, Mutter Gottes, Tod eines Kreuzritters                   |                                                                                    | bis zum 30. Juni 1917 in der Salvatorkirche Binabiburg |

## Umgebung
Rund um die Pfarrkirche befindet sich der Dorffriedhof mit rund 220 Grabplätzen. Als Leichenhaus dient die Allerseelenkapelle, ein massiver Bau mit Halbwalm und einem kleinen Westturm. Sie dürfte Mitte des 18. Jahrhunderts errichtet worden sein. Im Jahr 1984 wurde die Kapelle renoviert, 2002 erhielt sie einen neuen Dachstuhl.
Gegenüber der Pfarrkirche befindet sich hinter einem repräsentativen Einfahrtstor aus dem 18. Jahrhundert der barocke Pfarrhof, der bis in die Nachkriegszeit vom jeweiligen „Pfarrökonomen“ bewirtschaftet wurde. Das Hauptgebäude ist ein massiver zweigeschossiger Halbwalmbau mit Ecklisenen und Putzgliederung, der in den Jahren von 1686 bis 1690 von Dominikus Christoph Zuccalli errichtet wurde. Außerdem ist ein Traidkasten in Blockbauweise aus dem 18. Jahrhundert erhalten.